# Double-double
Double-double (także jako DD2) – w koszykówce, uzyskanie wyników dwucyfrowych w dwóch z pięciu możliwych pozytywnych statystyk (punkty, asysty, zbiórki, przechwyty, bloki). Najczęstszą kombinacją double-double są punkty i zbiórki, a następnie punkty i asysty. 
Np. podczas regularnego sezonu NBA 2020-21 było 176 graczy, którzy osiągnęli co najmniej 1 double-double, zaś lider w tej klasyfikacji, Nikola Jokić, zdobył ich 60.

## Statystyki NBA
| Miejsce | Imię i nazwisko   | Double-doubles |
| ------- | ----------------- | -------------- |
| 1       | Tim Duncan        | 841            |
| 2       | Karl Malone       | 814            |
| 3       | Hakeem Olajuwon   | 775            |
| 4       | Dwight Howard     | 743            |
| 5       | Kevin Garnett     | 742            |
| 6       | Shaquille O’Neal  | 727            |
| 7       | John Stockton     | 714            |
| 8       | Charles Barkley   | 710            |
| 9       | Patrick Ewing     | 580            |
| 10      | David Robinson    | 544            |
| 11      | Pau Gasol         | 532            |
| 12      | LeBron James      | 507            |
| 13      | Zach Randolph     | 488            |
| 13      | Kevin Willis      | 488            |
| 15      | Jason Kidd        | 487            |
| 16      | Chris Paul        | 471            |
| 16      | Dikembe Mutombo   | 471            |
| 18      | Russell Westbrook | 450            |
| 19      | Chris Webber      | 445            |
| 20      | Kevin Love        | 441            |

## Rekordy
- Najwięcej double-doubles w karierze: Tim Duncan – 841[4], 
  - Najwięcej double-doubles w kombinacji punkty-zbiórki: Tim Duncan – 841,
  - Najwięcej double-doubles w kombinacji punkty-asysty: John Stockton – 714[5],
  - Najwięcej double-doubles w kombinacji zbiórki-asysty: Russell Westbrook – 142[potrzebny przypis],
- Najmłodszy zawodnik z double-double: Tracy McGrady (Toronto Raptors), w wieku 18 lat i 175 dni (15 listopada 1997) w meczu z Indiana Pacers zaliczył 10 punktów i 11 zbiórek,
- Najstarszy zawodnik z double-double: Dikembe Mutombo (Houston Rockets), w wieku 42 lat i 289 dni (10 kwietnia 2009) w meczu z Golden State Warriors zaliczył 10 punktów i 15 zbiórek,
- Najdłuższa passa double-doubles: Kevin Love (Minnesota Timberwolves) – 53 mecze w okresie 19 listopada 2010-14 marca 2011[6][b][7].